# Dara Mohammed
Dara Mohammed Habeib (ur. 16 lipca 1987 w Kirkuku) – iracki piłkarz, reprezentant kraju grający na pozycji obrońcy.

## Kariera piłkarska
Dara przygodę z futbolem rozpoczął w 2005 w drużynie Sulaymaniya. Sezon 2007/08 spędził w Erbil, z którym sięgnął po mistrzostwo Iraqi Premier League. Po sezonie 2008/09 opuścił ostatecznie Sulaymaniyą i dołączył do Al-Quwa Al-Jawiya.
Od 2010 występował w Peshmerga, z małą przerwą na grę w Al-Talaba. Z drużyną Peshmergi zdobył Puchar Kurdów w sezonie 2012/13. W 2013 został piłkarzem klubu z rodzinnego miasta Kirkuk. W zespole występował do 17 marca 2018, kiedy to został zmuszony do zakończenia kariery przez nowotwór. 

## Kariera reprezentacyjna
Dara jedyny mecz w drużynie narodowej rozegrał 31 maja 2009 przeciwko reprezentacji Kataru, zakończony porażką 0:1. 
Kilka dni później został powołany przez trenera Velibora Milutinovicia na Puchar Konfederacji, gdzie Irak odpadł w fazie grupowej. Dara cały turniej przesiedział na ławce rezerwowych.
| Mecze i gole w reprezentacji | Mecze i gole w reprezentacji | Mecze i gole w reprezentacji | Mecze i gole w reprezentacji | Mecze i gole w reprezentacji | Mecze i gole w reprezentacji | Mecze i gole w reprezentacji |
| #                            | Data                         | Miasto                       | Przeciwnik                   | Gol                          | Wynik                        | Rozgrywki                    |
| ---------------------------- | ---------------------------- | ---------------------------- | ---------------------------- | ---------------------------- | ---------------------------- | ---------------------------- |
| 1.                           | 31.05.2009                   | Doha                         | Katar                        |                              | 0:1                          | towarzyski                   |

## Sukcesy
Erbil
- Mistrzostwo Iraqi Premier League (1): 2007/08

Peshmerga
- Puchar Kurdów (1): 2012/13